# Jamestown (Missouri)
Jamestown è un villaggio degli Stati Uniti d'America, situato nello Stato del Missouri, nella contea di Moniteau.